# Garb Gielniowski
Garb Gielniowski (342.32) – mezoregion w północnej części makroregionu Wyżyny Kieleckiej. Obejmuje pas wzniesień, ciągnących się z południowego wschodu (od Skarżyska-Kamiennej) ku północnemu zachodowi (do Gielniowa). Na zachodzie graniczy ze Wzgórzami Opoczyńskimi, na południu z Płaskowyżem Suchedniowskim, na wschodzie z Przedgórzem Iłżeckim, natomiast na północy z Równiną Radomską, należącą już do makroregionu Wzniesień Południowomazowieckich. Zajmuje powierzchnię około 515 km².
Wzgórza, zbudowane z piaskowców retycko-liasowych, wznoszą się na wysokości od 280 m na północnym zachodzie po nieco ponad 400 m n.p.m. na południowym wschodzie, gdzie najwyższym wzniesieniem jest wzgórze Altana o wysokości 408 m n.p.m. Ku wschodowi i północnemu wschodowi Garb Gielniowski opada progiem tektonicznym o wysokości 100–130 m. Wzniesienia porozcinane są dolinami górnych toków kilku rzek, m.in. Radomki i Drzewiczki, które w tym regionie mają swoje źródła.
Tereny Garbu Gielniowskiego są w znacznej części porośnięte lasami. Występują tu drzewostany bukowe, bukowo-jodłowe i mieszane. Ich fragmenty objęto ochroną jako rezerwaty przyrody.